# NGC 5559
NGC 5559 (również PGC 51155 lub UGC 9166) – galaktyka spiralna z poprzeczką (SBb), znajdująca się w gwiazdozbiorze Wolarza. Odkrył ją William Herschel 10 kwietnia 1785 roku.
W galaktyce tej zaobserwowano supernową SN 2001co.